# مرگ یک قهرمان

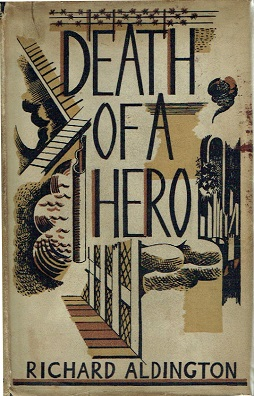
چاپ اول

مرگ یک قهرمان (انگلیسی: Death of a Hero) اولین رمان نویسنده بریتانیایی، ریچارد آلدینگتون بود که در ۱۹۲۹ منتشر شد. این رمان در مورد جنگ جهانی اول است و حالت خودزندگینامه‌ای دارد.